# Srch
Obec Srch se nachází v okrese Pardubice, kraj Pardubický. Žije zde přibližně 1 700 obyvatel.

## Historie
První písemná zmínka o obci pochází z roku 1436.

## Pamětihodnosti
- podzemní vodárna z roku 1515

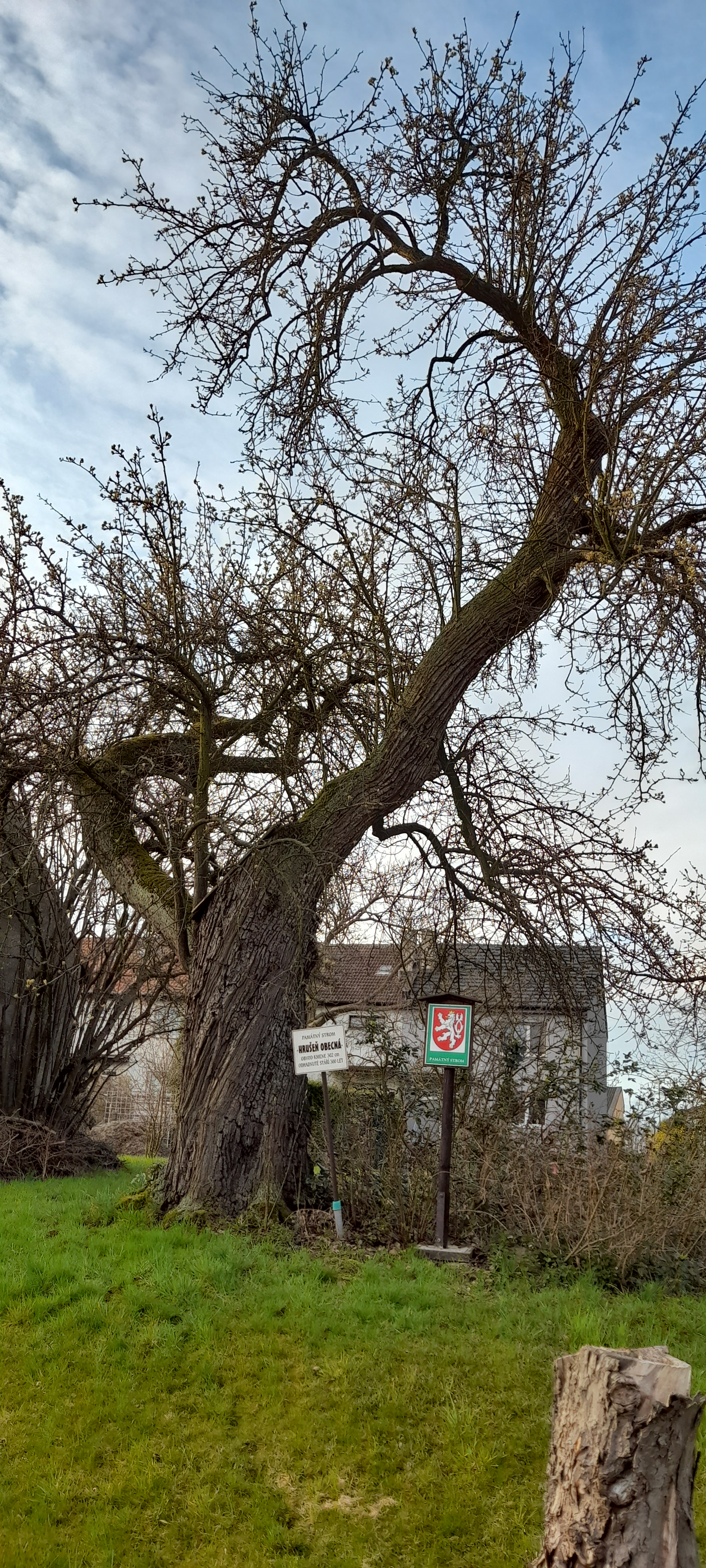
památný strom hrušeň obecná

- památný strom hrušeň obecná – roste na soukromém pozemku v ulici Pohránovská

## Části obce
- Srch
- Hrádek
- Pohránov

Od 30. dubna 1976 do 23. listopadu 1990 k obci patřila i Stéblová.